# Nephthytis afzelii
Nephthytis afzelii är en kallaväxtart som beskrevs av Heinrich Wilhelm Schott. Nephthytis afzelii ingår i släktet Nephthytis och familjen kallaväxter.

## Underarter
Arten delas in i följande underarter:
- N. a. afzelii
- N. a. graboensis

## Bildgalleri

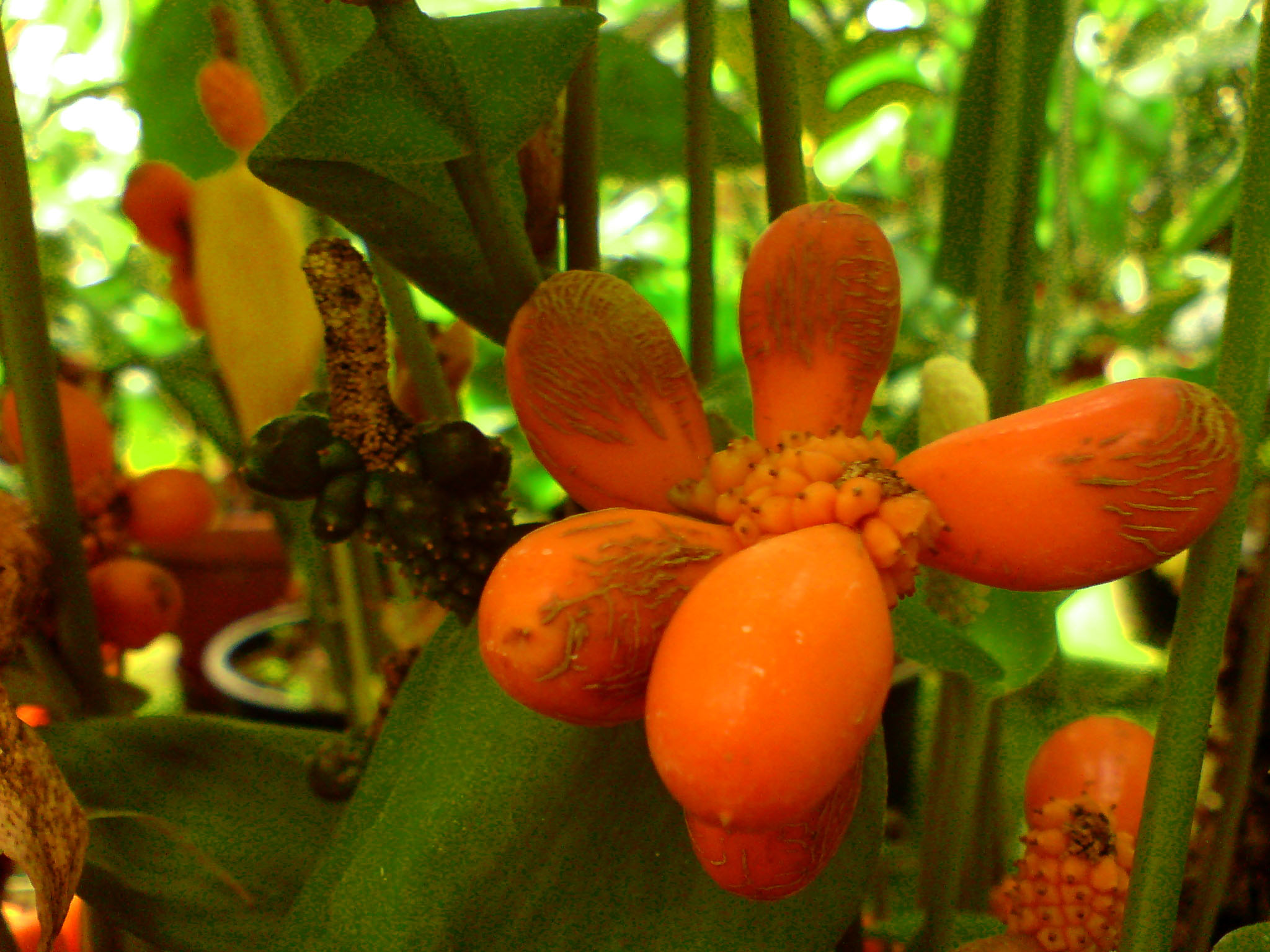
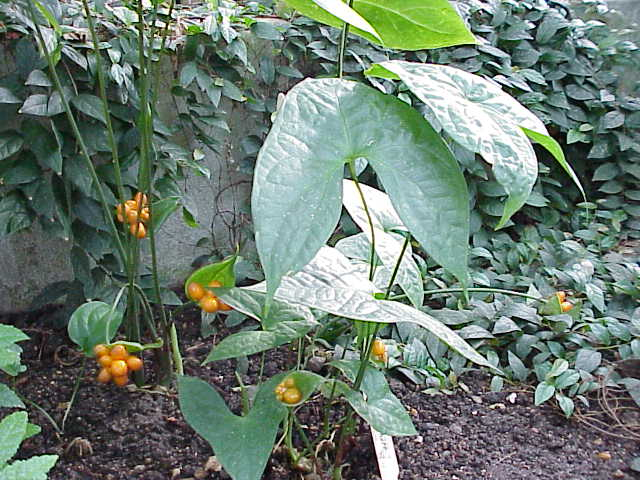
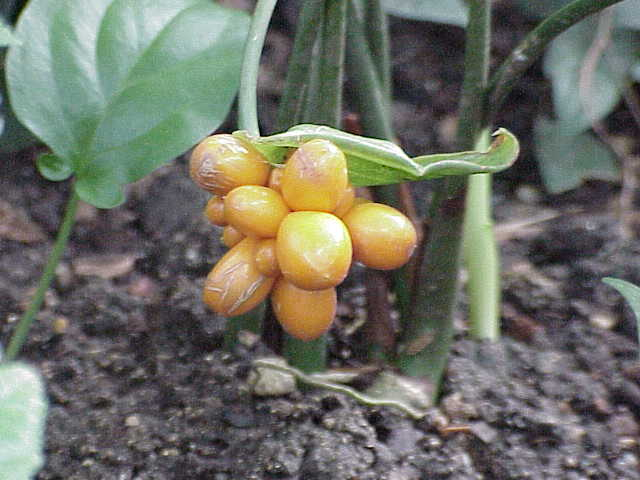
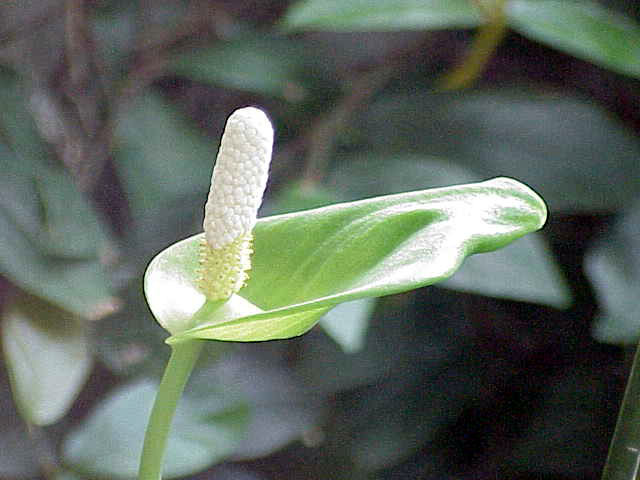